# Mellansjön (Säfsnäs socken, Dalarna)
Mellansjön är en sjö i Ludvika kommun i Dalarna och ingår i Göta älvs huvudavrinningsområde. Sjön har en area på 0,204 kvadratkilometer och ligger 296,2 meter över havet.

## Delavrinningsområde
Mellansjön ingår i det delavrinningsområde (667021-142050) som SMHI kallar för Namn saknas. Medelhöjden är 346 meter över havet och ytan är 4,77 kvadratkilometer. Räknas de 5 avrinningsområdena uppströms in blir den ackumulerade arean 97,79 kvadratkilometer. Gullspångsälven (Liälven) som avvattnar avrinningsområdet har biflödesordning 2, vilket innebär att vattnet flödar genom totalt 2 vattendrag innan det når havet efter 422 kilometer. Avrinningsområdet består mestadels av skog (67 procent). Avrinningsområdet har 0,33 kvadratkilometer vattenytor vilket ger det en sjöprocent på 6,9 procent. Bebyggelsen i området täcker en yta av 0,8 kvadratkilometer eller 17 procent av avrinningsområdet.